# Liste der Monuments historiques in Schnersheim
Die Liste der Monuments historiques in Schnersheim führt die Monuments historiques in der französischen Gemeinde Schnersheim auf.

## Liste der Objekte
| Bezeichnung                        | Beschreibung                                                    | Standort                                 | Kennzeichnung | Schutzstatus | Datum | Bild |
| ---------------------------------- | --------------------------------------------------------------- | ---------------------------------------- | ------------- | ------------ | ----- | ---- |
| Glocke                             | Bronze, 1787 gegossen                                           | Avenheim, in der Kirche St-Ulrich (Lage) | PM67001723    | Inscrit      | 1996  |      |
| Skulptur Heilige Barbara           | Holz, farbig gefasst und vergoldet, 18. Jahrhundert             | Avenheim, im Pfarr- und Rathaus (Lage)   | PM67001766    | Inscrit      | 1996  |      |
| Skulptur Sitzende Madonna mit Kind | Holz, 14. oder 15. Jahrhundert                                  | Avenheim, im Pfarr- und Rathaus (Lage)   | PM67001764    | Inscrit      | 1996  |      |
| Skulptur Stehende Madonna mit Kind | Holz, farbig gefasst und vergoldet, Anfang des 16. Jahrhunderts | Avenheim, im Pfarr- und Rathaus (Lage)   | PM67001765    | Inscrit      | 1996  |      |
| Skulptur Heiliger Ulrich (?)       | Holz, farbig gefasst und vergoldet, Ende des 15. Jahrhunderts   | Avenheim, im Pfarr- und Rathaus (Lage)   | PM67001767    | Inscrit      | 1996  |      |